# Ashani Weeraratna
Ashani Tanuja Weeraratna (sinh năm 1970/1971) là một nhà nghiên cứu ung thư người Mỹ-Nam Phi sinh ra tại Sri Lanka có những phát hiện cống hiến cho những hiểu biết của giới khoa học về u ác tính. Bà là trưởng Phòng thí nghiệm Weeraranta tại Viện Wistar. Weeraranta là một giáo sư và đồng lãnh đạo chương trình của Chương trình Miễn dịch, Vi môi trường và Di căn tại Viện Wistar và là giám đốc chương trình sinh học ung thư tại Đại học Khoa học.

## Những ngày đầu và học vấn
Weeraratna sinh ra tại Sri Lanka và lớn lên ở Nam Phi. Từ khi 15 tuổi, bà đã muốn trở thành một nhà nghiên cứu về ung thư. Vào năm 1988, due to apartheid, Weeraratna rời Nam Phi khi 17 tuổi để học sinh học tại St. Mary's College of Maryland. Bà có được tấm bằng cử nhân vào năm 1991. Weeraaratna có được bằng Thạc sĩ ngành Triết học tại Đại học George Washington University vào năm 1997. Bà có được tấm bằng Tiến sĩ ngành Ung thư học tế bào và Phân tử từ Columbian College of Arts and Sciences thuộc Trung tâm y học Đại học George Washington. Luận án năm 1998 của bà có tựa đề Loss of Uteroglobin Expression in Metastatic Human Prostate Cancer. Steven Patierno là người hướng dẫn tiến sĩ của bà. Từ năm 1998 đến năm 2000, Weeraratna hoàn thành khóa huấn luyện hậu tiến sĩ và là một nghiên cứu sinh hậu tiến sĩ trong lĩnh vực điều trị học thực nghiệm và dược lý học tại Trung tâm Ung thư Toàn diện Sidney Kimmel Johns Hopkins, sau này được biết đến với cái tên Trung tâm Ung bướu Johns Hopkins.

## Công trình chọn lọc
- Weeraratna, A. T.; Arnold, J. T.; George, D. J.; DeMarzo, A.; Isaacs, J. T. (2000). “Rational basis for Trk inhibition therapy for prostate cancer”. The Prostate. 45 (2): 140–148. ISSN 0270-4137. PMID 11027413.
- Weeraratna, Ashani T.; Jiang, Yuan; Hostetter, Galen; Rosenblatt, Kevin; Duray, Paul; Bittner, Michael; Trent, Jeffrey M. (2002). “Wnt5a signaling directly affects cell motility and invasion of metastatic melanoma”. Cancer Cell. 1 (3): 279–288. ISSN 1535-6108.
- Weeraratna, Ashani T. (2005). “A Wnt-er Wonderland—The complexity of Wnt signaling in melanoma”. Cancer and Metastasis Reviews (bằng tiếng Anh). 24 (2): 237–250. ISSN 0167-7659.